# Eden Futsal Club
L'Eden Futsal Club è una squadra irlandese di calcio a 5 con sede a Blanchardstown, un sobborgo di Dublino. Ha vinto cinque FAI Futsal Cup (2010, 2011, 2012, 2013, 2014). 

## Storia
La squadra si formò nel 2008 come emanazione della "English in Dublin", un istituto privato di insegnamento della lingua inglese a Dublino. Tra il 2009 e il 2011 la società si affiliò al club calcistico dello Sporting Fingal, diventando "Sporting Fingal EID". Con questa denominazione la società divenne la prima formazione irlandese a superare il turno preliminare di Coppa UEFA e dunque a partecipare alla fase principale della competizione europea. Nel 2011, in seguito alla scomparsa del club calcistico, la società ritornò alla denominazione originaria, salvo poi diventare, un anno più tardi, "Eden College" per adeguarsi all'assorbimento dell'English in Dublin nell'istituto Eden College. Nel 2014 la squadra ha assunto l'attuale denominazione.

## Palmarès
- FAI Futsal Cup: 5

2010 (come "Sporting Fingal EID")
2011 (come "EID")
2012, 2013, 2014 (come "Eden")